# Hagetmau
Hagetmau es una localidad y comuna de Francia, situada en el departamento de las Landas y la región de Aquitania.
Población de gran afición taurina que cuenta con plaza de toros estable. Galardonada con 4 flores (máxima distinción) entre las Villes et Villages Fleuris (pueblos y villas floridos) de Francia.

## Geografía
Situada en el corazón de la Chalosse (al sur del Adur) las tierras de la comuna son regadas por el Louts, afluente del Adur.

## Historia
Tradición de fabricación de sillas y de sillones. Hay establecidas varias fábricas. Esta ciudad aparece en la novela «Un sac de billes» por Joseph Joffo; en Hagetmau los hermanos Joffo tenían que atravesar la línea de demarcación.

## Administración
Liste de alcaldes sucesivos
- (1995-) Serge Lansaman (UMP)
- (1971-1995) Alain Dutoya (PRG)

## Demografía
| 2 284 | 2 332 | 2 516 | 2 660 | 3 081 | 3 076 | 3 100 | 3 118 | 3 104 | 3 029 | 3 098 | 3 049 | 3 166 | 3 127 | 3 169 | 3 142 | 3 089 | 3 123 | 3 215 | 3 149 | 2 846 | 2 882 | 2 897 | 2 869 | 2 870 | 3 008 | 3 376 | 3 755 | 4 318 | 4 514 | 4 449 | 4 403 | 4 549 |
| Para los censos de 1962 a 1999 la población legal corresponde a la población sin duplicidades (Fuente: INSEE [Consultar]) |       |       |       |       |       |       |       |       |       |       |       |       |       |       |       |       |       |       |       |       |       |       |       |       |       |       |       |       |       |       |       |       |

## Lugares de interés y monumentos

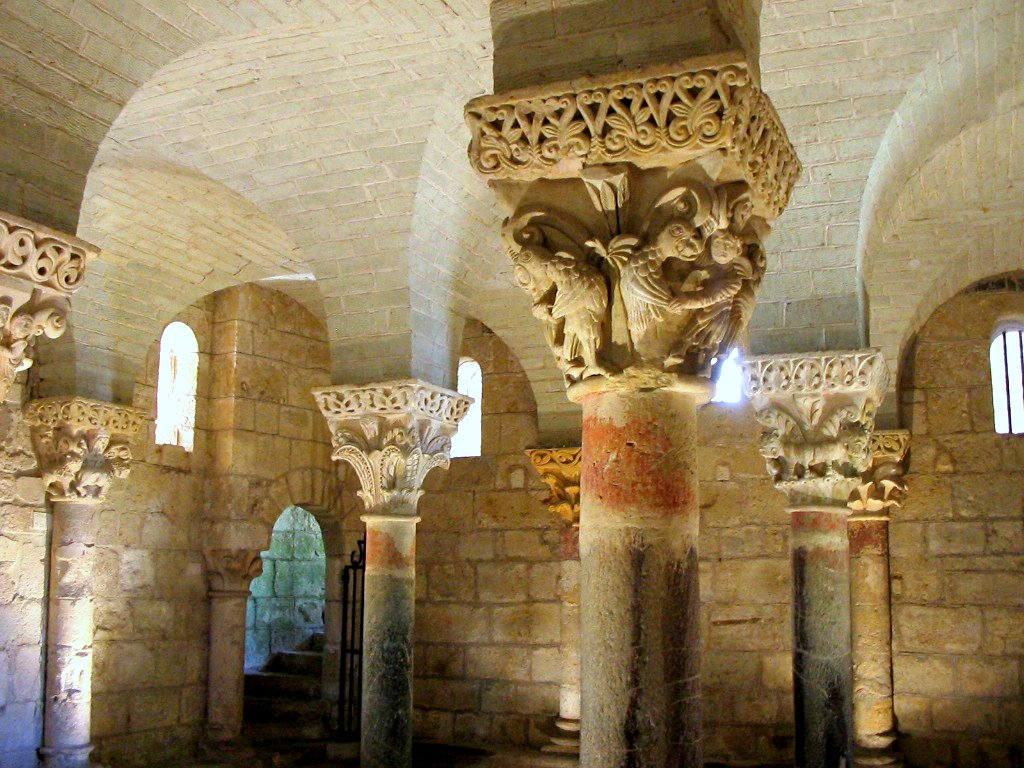
Cripta de San Girons.
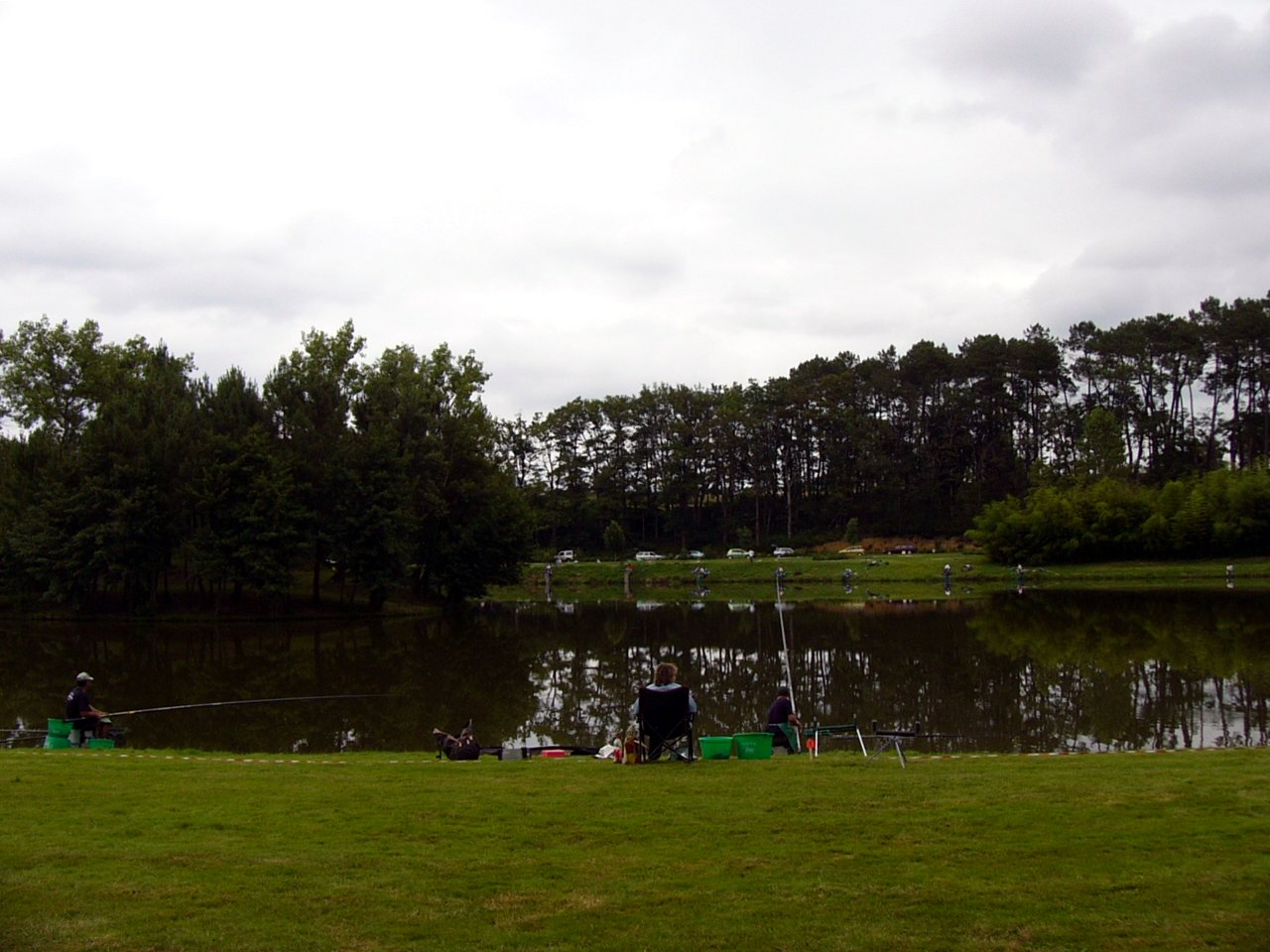
Lago Halco.
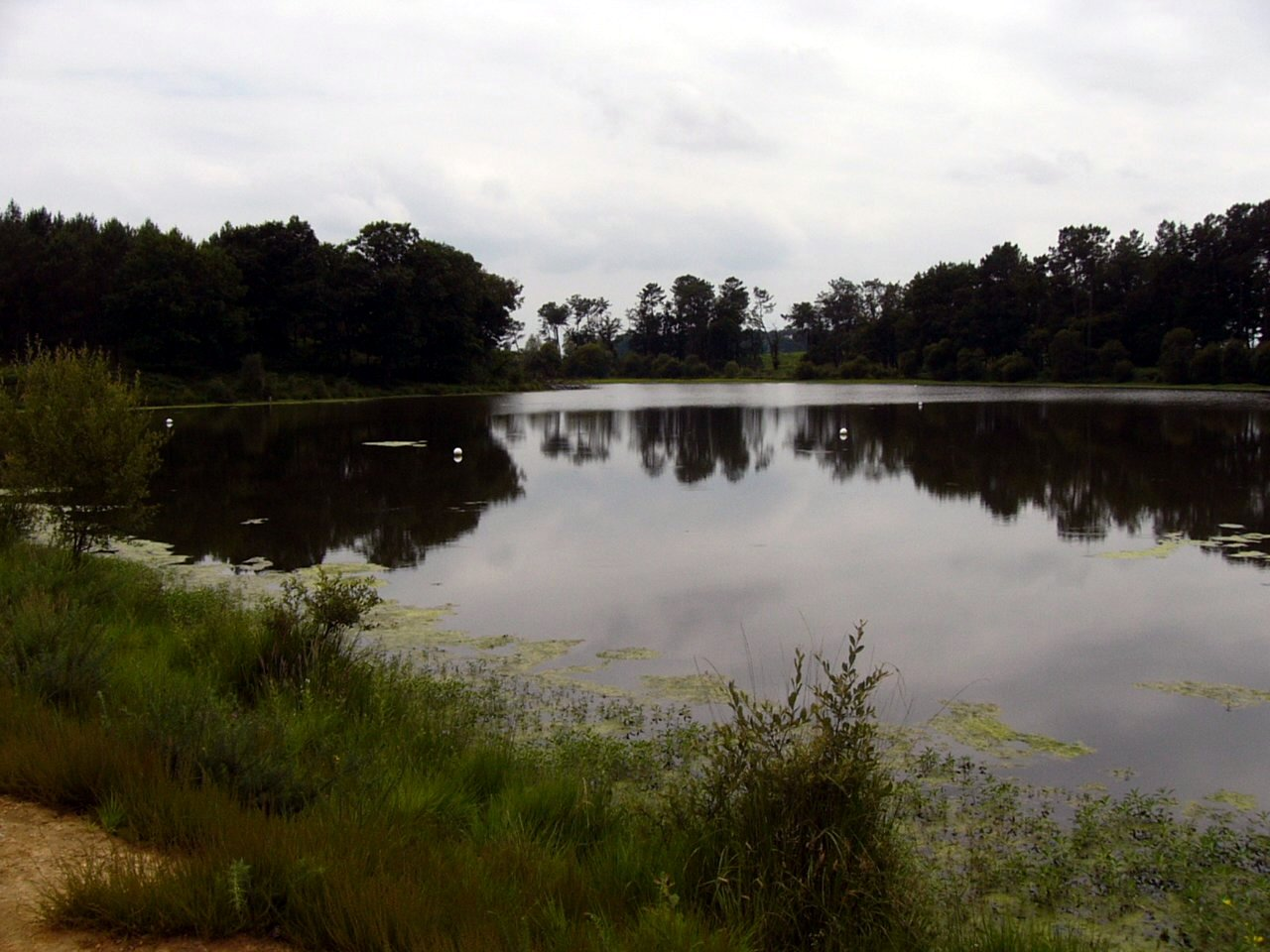
Lago de Agès.
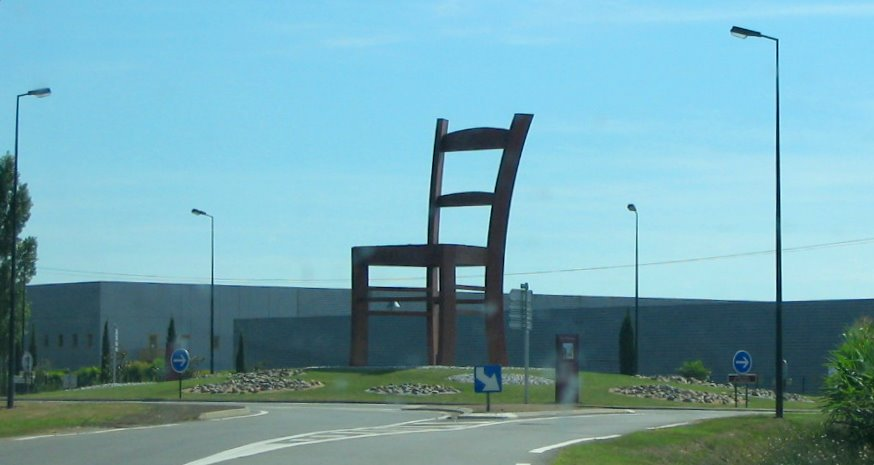
"Silla de Pantagruel".

- De la antigua abadía benedictina se conservan parte de la iglesia y la cripta de San Girons (s. IV-XII), con capiteles ricamente ornados.
- Hagetmau posee une biblioteca municipal de la Plaza de Toros.
- Gran centro deportivo (La cité verte) que agrupa una piscina olímpica (centro acuático Henri Capdevielle) y numerosos equipamientos.
- El paraje de los lagos de Halco, a algunos kilómetros al sudoeste del núcleo urbano, ofreces bonitos paseos y supone un lugar de pesca muy apreciado, donde se organizan muchos concursos de pesca.
- A pocos kilómètros al sureste está el lago de Agès, menos equipado pero se mantiene en estado más salvaje. Es mucho más grande y también tiene muchos peces. Se comunica con el estanque de la Grabe, creado en 1998.
- En una rotonda de la periferia se encuentra la llamada "Silla de Pantagruel", una escultura reciente de una silla gigante, en homenaje a una de las principales industrias de la localidad.

## Personalidades vinculadas a la comuna
- Enrique II de Navarra, muerto en 1555 en Hagetmau durante una peregrinación a St Girons, santo patrón de la ciudad.
- Diana de Andoins, apodada la bella Corisande, nacida en el castillo de Hagetmau en 1554. Aunque era católica, fue la amante de Enrique IV. Su retrato está expuesto en la Alcaldía.
- Henri Lefebvre, filósofo marxista francés, intelectual, sociólogo y crítico literario.

## Ciudades hermanadas
- Tordesillas, España, desde 1985.

### Clubs deportivos

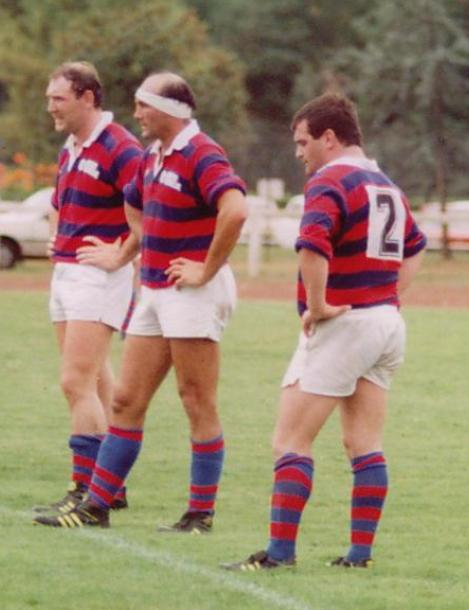
SA Hagetmautien

- Club de rugby SA Hagetmautien.
- Atletismo Preux de St Girons.

| Etapa precedente Horsarrieu | Camino de Santiago Via Lemovicensis | Etapa siguiente Labastide-Chalosse |

- Datos: Q474929
- Multimedia: Hagetmau / Q474929